# فيرنر ليمان
فيرنر ليمان (مواليد 18 أغسطس 1915 - تاريخ الوفاة غير معروف) سباح سويسري. شارك في سباق 400 متر سباحة حرة للرجال في دورة الألعاب الأولمبية الصيفية لعام 1936.

## وصلات خارجية
- فيرنر ليمان على موقع الاتحاد الدولي للسباحة (الإنجليزية)
- فيرنر ليمان على موقع اللجنة الأولمبية الدولية (الإنجليزية)
- فيرنر ليمان على موقع أوليمبيديا (الإنجليزية)